# The Gentleman from Indiana
The Gentleman from Indiana er en amerikansk stumfilm fra 1915 af Frank Lloyd.

## Medvirkende
- Dustin Farnum som John Harkless
- Winifred Kingston som Helen Sherwood
- Herbert Standing som Joe Fisbee
- Page Peters som Lige Willets
- Howard Davies som Rodney McCune